# Дневник лишнего человека
«Дневник лишнего человека» – эпистолярное произведение (повесть) Ивана Сергеевича Тургенева, написанное им в жанре дневниковых записей одинокого, «ненужного» героя по фамилии Чулкатурин. Благодаря этому произведению в русской литературоведческой традиции закрепилось сочетание «лишний человек». Повесть была опубликована в 1850 году в литературном журнале «Отечественные записки» и вызвала большое количество критических отзывов.

## Работа над повестью
По отзывам современников, И. С. Тургенев скрупулёзно работал над этой повестью в течение двух лет, находясь преимущественно за пределами России, проживая вместе с семьёй его французской возлюбленной Полины Виардо. «Дневник лишнего человека» был завершён в январе 1850 года, и впоследствии был опубликован в популярном литературном издании «Отечественные записки». Первые главы «Дневника» были опубликованы в апрельском номере. В 1858 году Тургенев отметил по поводу своей повести: «В этом произведении схвачен кусок подлинной жизни»; сам автор, в дальнейшем отзываясь о «Дневнике», считал, что написал «хорошую вещь». Впрочем, многие цензоры сошлись во мнении, что это произведение шло вразрез с нормами общественной морали, поэтому оно поначалу подверглось кардинальной цензурной правке. Тем не менее, в 1856 году было предпринято новое издание, в частности, в составе сборника «Для лёгкого чтения», где Тургеневу удалось восстановить первоначальный вариант без цензурных купюр. «Дневник лишнего человека» может считаться произведением переходного периода между «Записками охотника», принесшими И. С. Тургеневу известность в широких кругах читательской аудитории, и психологическими повестями, к которым Тургенев обратился во второй половине 50-х годов XIX века. В какой-то степени «Дневник» развивает мотивы, ранее актуализированные Тургеневым в рассказе «Гамлет Щигровского уезда».

## Отзывы о произведении
Цензурные работники угадали в повести закамуфлированный политический смысл, поэтому на начальном этапе публикации автор столкнулся с рядом сложностей. Некоторые аллюзии из повести косвенно могли указывать на то, что Тургенев критикует действительность эпохи Николая I, проявляя недовольство тем, что император сурово расправился с носителями философской концепции «декабризма». Многие современники считали, что во многом в образе «лишнего человека» Чулкатурина  отразились биографические черты характера самого автора; в частности, постоянный корреспондент И. С. Тургенева Евгений Михайлович Феоктистов (влиятельный цензор и редактор журнала «Русская речь») отметил: «за остротами г. Чулкатурина беспрестанно видны вы сами».
Либеральная критика в лице Александра Васильевича Дружинина поначалу выступила против «тоскливого» начала повести. Дружинин в «Современнике» отмечал, что сатирический элемент в психологической повести не должен преобладать и что он противоречит принципам изящной словесности. Однако впоследствии Дружинин изменил своё отношение к «Дневнику лишнего человека». В своём критическом анализе, посвящённом тургеневскому сборнику «Повести и рассказы» (1856), Дружинин положительно отозвался о том, как Тургенев представил образ главного героя эпистолярной повести: «Больной и унылый Чулкатурин есть тип своего рода, тип, принадлежащий кружку небольшому, но замечательному. Он истинно лишний человек, один из тех лишних людей, без которых не существует ни одного молодого общества». Аполлон Александрович Григорьев назвал «Дневник» «глубокой, искренней исповедью болезненности душевного момента», высоко оценив глубину художественного выражения и идейно-тематическую значительность повести. Одним из тех, кто особо отметил повесть в сборнике «Для лёгкого чтения» (1857) наряду с «Записками маркёра» Л. Н. Толстого, был Николай Гаврилович Чернышевский.

## Сюжет

### Главный герой, детство
Главный герой и автор «Дневника лишнего человека» – Чулкатурин, молодой человек, который болен неизлечимой болезнью (чахоткой) и в свои тридцать лет уже прощается с жизнью, рассказывая свою историю старой прислуге Терентьевне, потому что близких, друзей и приятелей у него больше нет. Чулкатурину, имя которого не называется, приходит мысль начать вести предсмертный дневник 20 марта 18… года в селе Овечьи воды, прототипом которого, вероятнее всего, является родовое имение матери И. С. Тургенева Спасское-Лутовиново. Эта деревня – единственное, что оставалось у отца Чулкатурина, некогда богатого и процветавшего помещика Алексея Михайловича, который, будучи страстным игроком, всё промотал и утратил своё состояние. «Маменька» Чулкатурина, гордая женщина, предприимчивая помещица, подавляла сына эпизодическими проявлениями своей добродетели; она обращалась с сыном «одинаково, ласково, но холодно». Одним из наиболее очевидных прототипов матери Чулкатурина была мать самого автора – орловская барыня Варвара Петровна Лутовинова. По признанию самого Чулкатурина, рос он «дурно и невесело».

### Композиционные и стилевые особенности
После смерти отца, о котором Чулкатурин всегда тосковал, семья перебирается в Москву, где главный герой ведёт жизнь бедного чиновника («чистенькая бедность, смиренные занятия, умеренные желания»), которая напоминает жизнь многих молодых, но несостоятельных петербуржцев, которые не обладали высоким достатком и не имели покровителей среди высокопоставленных сановников. Довольно много Чулкатурин занимается эмоциональным самоанализом – он рассматривает себя в качестве «лишнего человека», называя себя этим уничижительным термином, тем самым подчёркивая свою незначимость и ненужность для окружающего общества. В то же время в повести присутствуют развёрнутые лирические описания живописных природных пейзажей, которые зачастую носят интимно-исповедальный характер.

### Влюблённость в Лизу
Завязка действия начинается с того, что однажды Чулкатурину пришлось провести полгода в одном родовом поместье в уездном городе О. в семье Кирилла Матвеевича Ожогина, одного из наиболее видных чиновников уезда. Его дочь, Лиза (Елизавета Кирилловна) живого и кроткого нрава, сразу приглянулась Чулкатурину, который вскоре предпринял попытки ухаживать за ней. По его же признанию, он сразу же расцвёл душой, завидев Лизу, хотя обычно он очень неловко обращался с женщинами. Чулкатурина искренне привлекало тепло и уют семейных отношений, которые присутствовали в доме Ожогиных. Он бывал у них регулярно в течение трёх недель, завоёвывая расположение Елизаветы Кирилловны, которая поначалу как будто была готова ответить своему поклоннику взаимной симпатией. Вскоре компания в составе Лизы, её мать (супруга Кирилла Матвеевича), мелкий чиновник Безменков и сам Чулкатурин отправились на совместную прогулку в рощу недалеко от поместья. Девушка Лиза, которой было всего лишь 17 лет, почувствовала свою готовность открыться любви. Ощутив полноту бытия, она сполна наслаждалась спокойным вечером, красочным закатом и присутствием безраздельно влюблённого в неё человека. В итоге в Лизе пробудилось «тихое брожение, которое предшествует превращению ребёнка в женщину». Однако Чулкатурин, к своему несчастью, воспринял приятную перемену, произошедшую с Лизой, на свой счёт. Почувствовав искреннюю любовь, он начал меняться, практически избавившись от неотвязных болезненных переживаний, почти утратив мнительность, почувствовав в себе готовность любить и отчаянно надеясь на ответное чувство.

### Появление князя Н.
Вскоре в доме Ожогиных гостит молодой, высокий князь Н. – привлекательный офицер, самоуверенный и ловкий, вероятно, испытанный в любви и обладающим богатым опытом амурных похождений. Робкий Чулкатурин сразу же почувствовал плохо скрываемую неприязнь к гостю, которого, тем не менее, обхаживали родители Лизы, что ещё более расстраивало небогатого московского чиновника. Главная цель князя Н., прибывшего в уездный город О. - инспекция рекрутского набора. Однажды Чулкатурин остался один в главной зале ожогинского имения и, придирчиво рассматривая своё изображение в зеркале, увидел, как сзади тихо вошла Лиза. Стоило ей увидеть своего обожателя, как она незаметно выскользнула прочь, чем очень сильно огорчила Чулкатурина, который начал ещё больше ревновать Лизу к князю.

### Развязка
На следующее утро Чулкатурин снова явился в гостиную к Ожогиным в скверном расположении духа, подавленным и снова заражённым болезненной мнительностью. Он наблюдал за семьёй Ожогиных, члены которой были в наилучшем расположении духа в том числе и потому, что ожидали с минуты на минуту прибытия князя Н., ставшего долгожданным гостем. Князь шутил, балагурил, проявлял галантность по отношению к Лизе, растаявшей от такого внимания; Чулкатурин, ревниво наблюдая за ярким блеском глаз девушки, за её чувственным оживлением, за горячим румянцем на юных щеках, решил изобразить из себя обиженного, чтобы продемонстрировать девушке своё нерасположение. Князь, в свою очередь, полюбил Лизу, скорее всего, по привычке, так как являлся записным ловеласом, и это было понятно самому Чулкатурину. От нового возлюбленного Лизы не укрылись особенности поведение Чулкатурина, который терзался от чувства собственного бессилия, ощущения внешней и внутренней неполноценности, и испытывал глухую зависть к более успешному и представительному сопернику. Поэтому князь Н. демонстрировал в обращении с Чулкатуриным издевательскую мягкость, а семья Ожогиных относилась к несчастному московскому чиновнику со снисходительным терпением, как к «больному». В итоге Чулкатурин, поняв, что у него нет никаких шансов покорить сердце Лизы, которая окончательно потеряла голову от присутствия блестящего аристократа. Сам он осознавал, что его присутствие в доме Ожогиных становится всё более неестественным и нежелательным, потому что всё внимание было приковано к князю Н., которого все воспринимали как единственно возможного жениха Лизы. Он очаровал всех своими ораторскими способностями, тонкой и проникновенной игрой на фортепиано, искромётным юмором, талантом живописца.  Летом в имении Ожогиных был дан бал, во время которого князь был в центре происходящего, как бы в роли солнца, в то время как Чулкатурин оказался в полном одиночестве. Никем не замечаемый и всеми пренебрегаемый чиновник решился на демарш и в состоянии аффекта назвал князя Н. пустым петербургским выскочкой, после чего последовал естественный вызов на дуэль, которая состоялась в той самой роще, где когда-то Лиза встречала закат в романтической атмосфере в компании с Чулкатуриным. Чулкатурин стрелял первым и легко ранил князя, а тот, в свою очередь, нарочито издевательски выстрелил в воздух, нанеся молодому чиновнику ещё большее оскорбление. После состоявшейся перестрелки дом Ожогиных оказался закрытым для Чулкатурина навсегда, но и сам князь, который, казалось бы, со дня на день мог сделать Елизавете Кирилловне предложение, неожиданно перестал посещать их поместье, обманув ожидания девушки. Впрочем, Лиза перенесла стоически этот удар, отмечая в приватной беседе с чиновником Безменковым, другом семьи, что она готова жить воспоминаниями об ухаживаниях князя, и что она счастлива оттого, что была любимой и сама любила. Этот разговор был случайно подслушан Чулкатуриным, и он стал фатальным для его психоэмоционального и физического состояния. Через две недели Лиза выходит замуж за Безменкова, окончательно похоронив надежды Чулкатурина, который вскоре заболел чахоткой.

## Трагедия «лишнего человека»
В повести Тургенев представляет подлинную трагедию маленького «лишнего человека», оскорблённого и униженного, не понятого окружающими и отвергнутого высшим светом. Проблема «лишних людей» в русской классической литературе впервые была названа и описана именно в прозаическом творчестве И. С. Тургенева. Между тем Чулкатурин представляет собой один из этапов эволюции «лишнего человека», первым из которых является Александр Андреевич Чацкий, главный герой комедии А. С. Грибоедова «Горе от ума». 